# Championnats de France de cyclisme sur piste 2017
Navigation
2016 2018
Les championnats de France de cyclisme sur piste 2017 se déroulent du 12 au 19 août sur le vélodrome de Hyères.

## Résultats

### Hommes
| Compétitions          | Or                                                                                         | Argent                                                                                  | Bronze                                                                                                |
| --------------------- | ------------------------------------------------------------------------------------------ | --------------------------------------------------------------------------------------- | --- |
| Épreuves élites       |                                                                                            |                                                                                         | |
| Kilomètre             | François Pervis                                                                            | Sébastien Vigier                                                                        | Quentin Lafargue                                                                                      |
| Keirin                | Sébastien Vigier                                                                           | Benjamin Edelin                                                                         | Melvin Landerneau                                                                                     |
| Vitesse               | Sébastien Vigier                                                                           | Melvin Landerneau                                                                       | Benjamin Edelin                                                                                       |
| Poursuite             | Corentin Ermenault                                                                         | Sylvain Chavanel                                                                        | Julien Morice                                                                                         |
| Poursuite par équipes | Pays de Loire Thomas Denis Aurélien Costeplane Florian Maître Clément Davy                 | Hauts-de-France Romain Bacon Corentin Ermenault Dany Maffeïs Rémi Huens Florian Deriaux | Bretagne Clément Houssin Florian Barket Julien Morice Baptiste Le Vigouroux Florentin Lecamus-Lambert |
| Américaine            | Sylvain Chavanel Thomas Boudat                                                             | Thomas Denis Florian Maître                                                             | Killian Evenot Benjamin Thomas                                                                        |
| Course aux points     | Florian Maître                                                                             | Benjamin Thomas                                                                         | Thomas Boudat                                                                                         |
| Scratch               | Thomas Boudat                                                                              | Clément Davy                                                                            | Florian Maître                                                                                        |
| Omnium                | Benjamin Thomas                                                                            | Thomas Denis                                                                            | Thomas Boudat                                                                                         |
| Épreuves juniors      |                                                                                            |                                                                                         | |
| Kilomètre             | Rayan Helal                                                                                | Titouan Renvoisé                                                                        | Baptiste Gourguechon                                                                                  |
| Keirin                | Baptiste Gourguechon                                                                       | Tom Derache                                                                             | Florian Grengbo                                                                                       |
| Vitesse               | Rayan Helal                                                                                | Tom Derache                                                                             | Florian Grengbo                                                                                       |
| Vitesse par équipes   | Auvergne-Rhône-Alpes Nicolas Verne Florian Grengbo Rayan Helal                             | Hauts-de-France Louis Zolopa Tom Derache Baptiste Gourguechon Kenny Casper              | Bretagne Axel Laurance Titouan Renvoisé Baptiste Le Vigouroux                                         |
| Poursuite             | Florentin Lecamus-Lambert                                                                  | Rémi Huens                                                                              | Valentin Tabellion                                                                                    |
| Poursuite par équipes | Bretagne Florentin Lecamus-Lambert Maxime Pasturel Thibault Lavenant Baptiste Le Vigouroux | Hauts-de-France Axel Dufau Louis Brulé Damien Pinson Rémi Huens Julien Bachery          | Île-de-France Donavan Grondin Florian Hoarau Christopher Lamaille Valentin Sellier (cycliste)         |
| Course aux points     | Louis Brulé                                                                                | Hugo Walkowiak                                                                          | Nicolas Boudat                                                                                        |
| Scratch               | Samuel Thibaud                                                                             | Baptiste Gourguechon                                                                    | Brian Leseur                                                                                          |
| Américaine            | Île-de-France 2 Donavan Grondin Florian Hoarau                                             | Île-de-France 1 Christopher Lamaille Valentin Sellier (cycliste)                        | Pays de Loire Axel Macé Samuel Thibaud                                                                |
| Elimination           | Maxime Spohr                                                                               | Donavan Grondin                                                                         | Lucas Meunier                                                                                         |
| Course Tempo          | Maxime Spohr                                                                               | Corentin Arnoux                                                                         | Nicolas Boudat                                                                                        |

### Femmes
| Compétitions          | Or                                                                                   | Argent                                                                             | Bronze                                                                   |
| --------------------- | ------------------------------------------------------------------------------------ | ---------------------------------------------------------------------------------- | ------------------------------------------------------------------------ |
| Épreuves élites       |                                                                                      |                                                                                    |                                                                          |
| 500 mètres            | Mathilde Gros                                                                        | Sandie Clair                                                                       | Mélissandre Pain                                                         |
| Keirin                | Mathilde Gros                                                                        | Mélissandre Pain                                                                   | Sandie Clair                                                             |
| Vitesse               | Mathilde Gros                                                                        | Sandie Clair                                                                       | Mélissandre Pain                                                         |
| Poursuite             | Coralie Demay                                                                        | Marion Borras                                                                      | Lucie Lahaye                                                             |
| Poursuite par équipes | Bretagne Coralie Demay Marie Le Net Maryanne Hinault Typhaine Laurance Lucie Jounier | Auvergne-Rhône-Alpes Laurie Berthon Marion Borras Maëva Paret-Peintre Fanny Zambon | Île-de-France Laura Da Cruz Ophélie Fenart Marine Cloarec Océane Tessier |
| Course aux points     | Coralie Demay                                                                        | Laurie Berthon                                                                     | Eugénie Duval                                                            |
| Scratch               | Coralie Demay                                                                        | Valentine Fortin                                                                   | Laurie Berthon                                                           |
| Américaine            | Laurie Berthon Marion Borras                                                         | Eugénie Duval Coralie Demay                                                        | Marie Dufour Mélanie Guédon                                              |
| Omnium                | Coralie Demay                                                                        | Marion Borras                                                                      | Fiona Dutriaux                                                           |
| Épreuves juniors      |                                                                                      |                                                                                    |                                                                          |
| 500 mètres            | Mathilde Gros                                                                        | Valentine Fortin                                                                   | Victoire Berteau                                                         |
| Vitesse               | Mathilde Gros                                                                        | Célia Charrier                                                                     | Cassandra Lebrun                                                         |
| Vitesse par équipes   | Île-de-France Mathilde Gros Taky Marie-Divine Kouamé                                 | Bretagne 2 Marie-Morgane Le Deunff Noémie Toquet                                   | Bretagne 1 Floriane Huet Maryanne Hinault                                |
| Keirin                | Mathilde Gros                                                                        | Cassandra Lebrun                                                                   | Célia Charrier                                                           |
| Poursuite             | Clara Copponi                                                                        | Valentine Fortin                                                                   | Marie Le Net                                                             |
| Course aux points     | Célia Charrier                                                                       | Eva Ourliac                                                                        | Maryanne Hinault                                                         |
| Scratch               | Valentine Fortin                                                                     | Clara Copponi                                                                      | Maëva Paret-Peintre                                                      |